# Piper squamulosum
Piper squamulosum är en pepparväxtart som beskrevs av C. Dc.. Piper squamulosum ingår i släktet Piper och familjen pepparväxter. Inga underarter finns listade i Catalogue of Life.